# El Coral
El Coral è un comune del Nicaragua facente parte del dipartimento di Chontales.